# 近藤直司
近藤 直司（こんどう なおじ、1962年 - ）は、日本の医学者・精神科医。専門は、精神分析学・児童精神医学。大正大学教授。

## 来歴
- 1962年 - 東京都に生まれる
- 1987年 - 東海大学医学部医学科卒業
- 1988年 - 東海大学医学部精神科学教室入局
- 1991年 - 神奈川県立精神医療センター芹香病院医員
- 1993年 - 東海大学医学部精神科学教室助手
- 1996年 - 山梨県立精神保健福祉センター所長（山梨県中央児童相談所副所長兼任）
- 2004年 - 山梨大学医学部臨床准教授
- 2011年 - 山梨県都留児童相談所所長
- 2012年 - 東京都立小児総合医療センター児童・思春期精神科部長
- 2014年 - 大正大学人間学部臨床心理学科教授[1][2]

## 学会
- 日本思春期青年期精神医学会運営委員
- 日本児童青年精神医学会元理事、評議員
- 日本精神分析学会認定精神療法医・認定スーパーバイザー

## 著書

### 単著
- 『アセスメント技術を高めるハンドブック—精神力動的な視点を実践に活かすために』明石書店、2014年。ISBN 9784750340142。

## 関連人物
- 岩崎徹也
- 狩野力八郎